# Bedevije
Bedevije u derviši bedevijskog tarikata (derviškog reda) koji je osnovao Ahmed el-Bedevi. Nemaju jasnu doktrinu. Nisu imali glavnih učenjaka, niti pisaca. Vrlo često je ovaj kult bio objekt cenzure od islamske uleme.

## Vanjske povezice
- Sve podjele u islamu (V)